# زیردریایی کلاس اکسپلورر
زیردریایی کلاس اکسپلورر (به انگلیسی: Explorer-class submarine) یک کلاس از زیردریایی است که طول آن ۱۷۸ فوت (۵۴ متر) می‌باشد.